# Programformat
Programformat är en beskrivning som anger en detaljerad struktur för ett radio- eller TV-program. Framgångsrika format brukar exporteras över hela världen, så att många länder får sin egen version av populära TV-program.

## Exempel
- Jeopardy!
- Riket
- Idols
- Big in Japan